# Kirchenpavillon Au

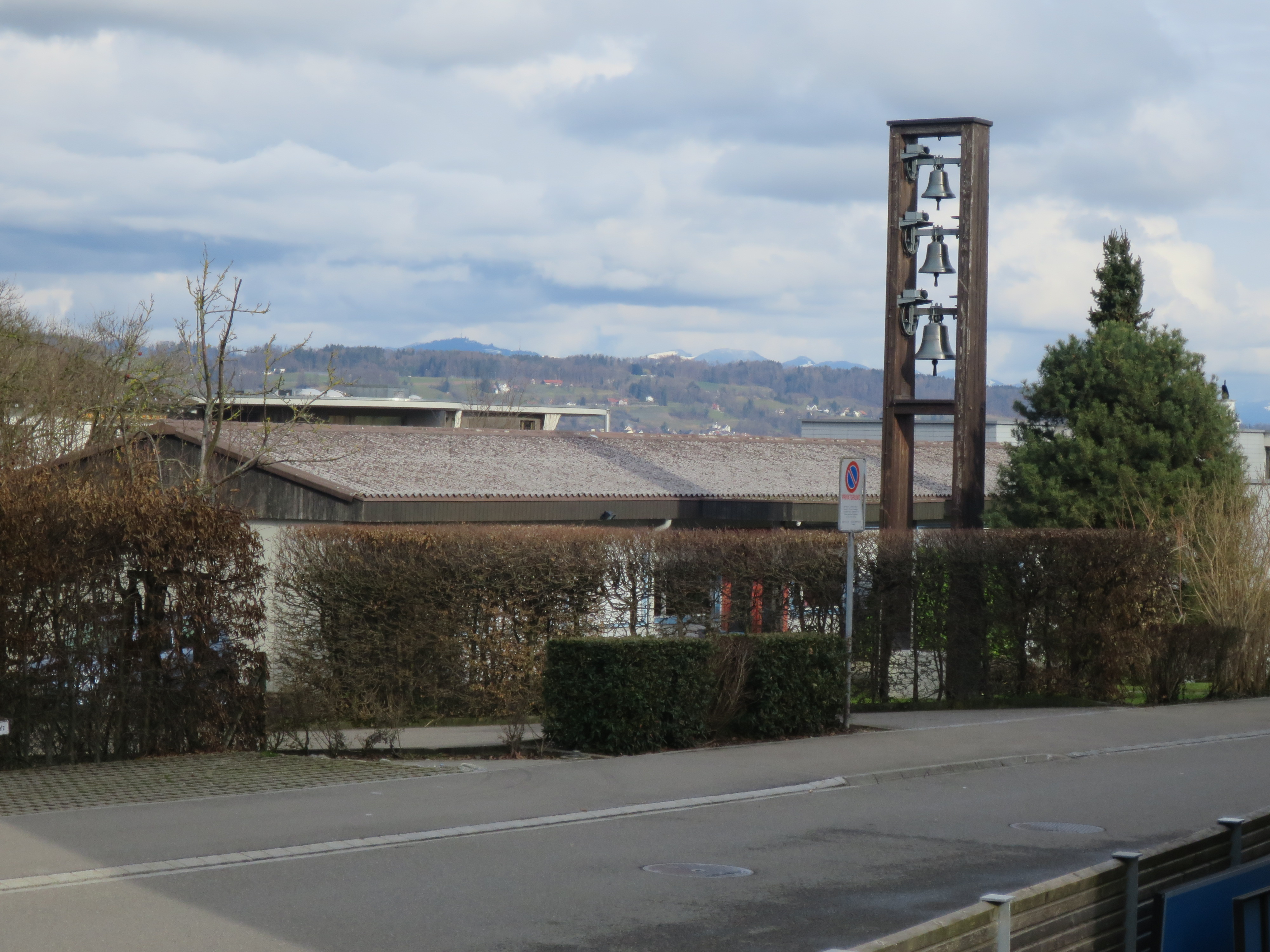
Aussenansicht

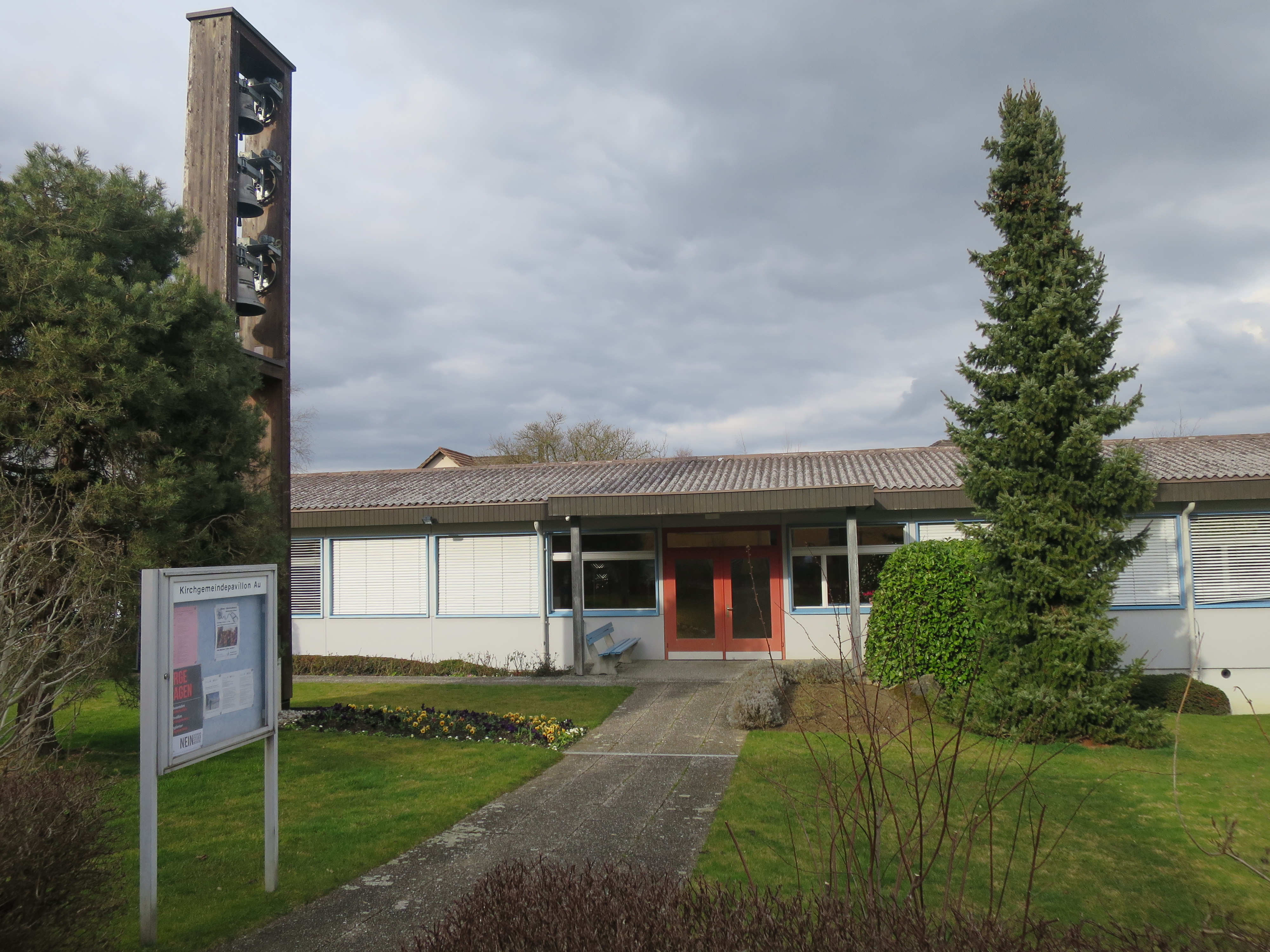
Eingangsbereich

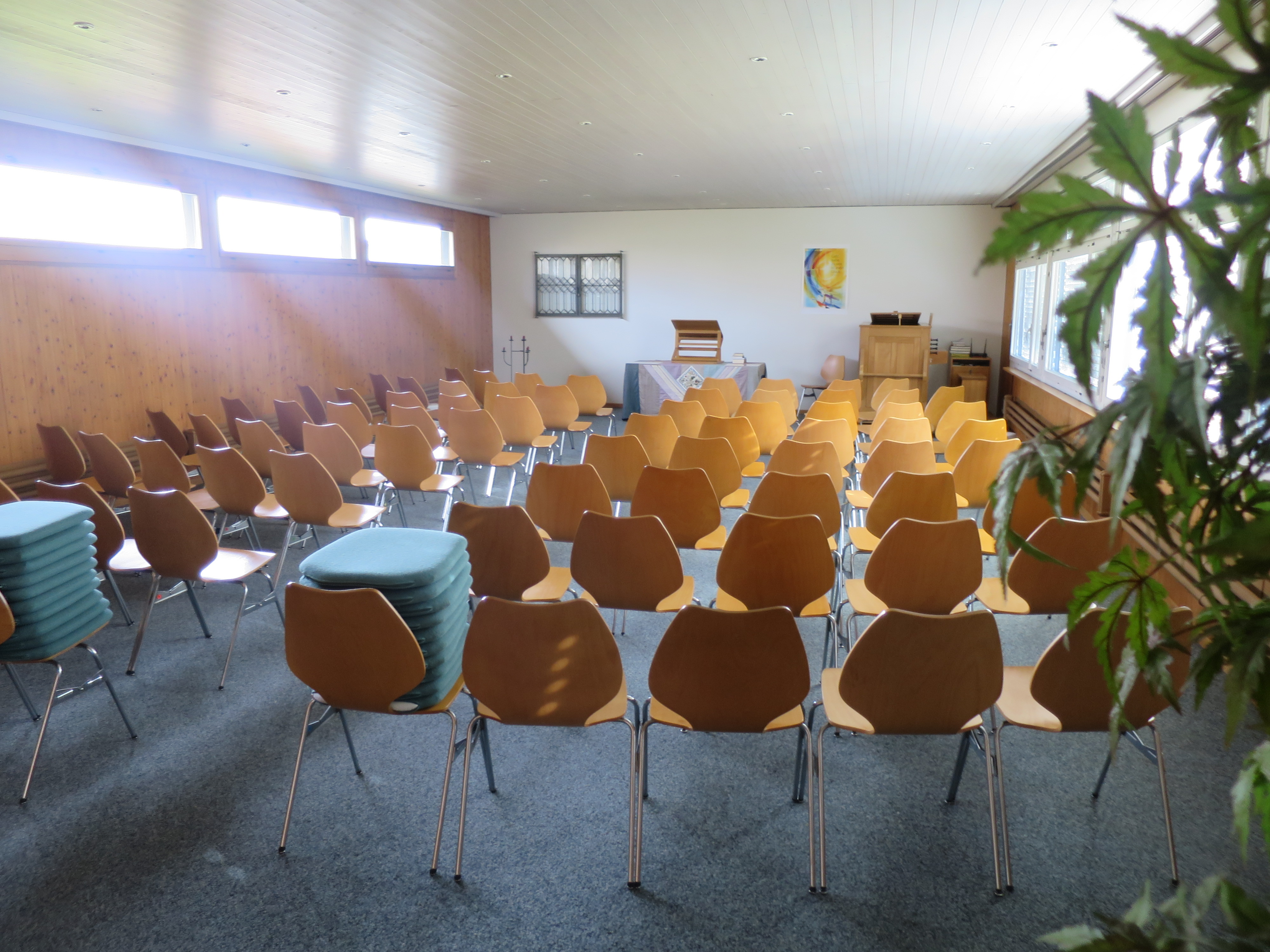
Gottesdienstsaal

Der Kirchenpavillon Au ist ein reformiertes Kirchengebäude in Au ZH. Es handelt sich um eine Filialkirche der Kirchgemeinde Wädenswil.

## Geschichte
Sowohl die katholische wie die reformierte Kirchgemeinde verfügen im Wädenswiler Ortsteil Au über Grundeigentum. Ab 1950 wurde ein paritätisches Kirchenzentrum geplant, das 1970 aber am Widerstand der reformierten und der kommunalen Stimmbevölkerung scheiterte. Der Wädenswiler Architekt Josef Riklin legte daher Pläne für ein bedeutend kleineres und einfacheres Kirchenzentrum vor, das innert Jahresfrist errichtet und am 27. August 1972 (dem Kirchweihfest der Kirche Wädenswil) eingeweiht wurde. 1978 erhielt der Pavillon einen freistehenden Glockenträger. Der reformierte Pavillon durfte auch von der katholischen Pfarrei Wädenswil benutzt werden. Ein erneuter Versuch zur Schaffung eines paritätischen Zentrums scheiterte 1995, woraufhin die katholische Pfarrei unweit des Pavillons das Zentrum Bruder Klaus errichtete. 

## Beschreibung
Das unscheinbare barackenartige Gebäude befindet sich inmitten eines Wohnquartiers. Nur der Campanile mit drei Glocken der Giesserei Rüetschi aus Aarau weist das Gebäude von aussen als Sakralbau aus. Der einzige Zugang erfolgt durch eine Türe unter einem Vorzeichen. 
Vom Foyer aus sind sämtliche Räume zugänglich. Neben dem Gottesdienstsaal sind auch ein Gemeinderaum, ein Büro, Lagerräume, Küche und Toiletten im Pavillon untergebracht. Der Gottesdienstsaal wird durch schmale Oberlichter in der Nordostwand und eine Fensterflucht in der Südwestwand beleuchtet. Ein gesticktes Antependium ziert den Abendmahlstisch mit Lesepult. 

## Orgel
Die Truhenorgel der Firma Mathis Orgelbau aus Näfels weist folgende Disposition auf:
| Manual C–g3 |    |
| Gedackt     | 8′ |
| Fugara      | 4′ |
| Rohrflöte   | 4′ |
| Principal   | 2′ |